# Sascia Kraus
Sascia Kraus (* 3. März 1993 in Zürich) ist eine Schweizer Synchronschwimmerin. Der bisherige Höhepunkt ihrer Karriere war die Teilnahme an den Olympischen Sommerspielen in Rio, an welchen sie zusammen mit Sophie Giger im Duett startete. Sie erreichten an diesem Wettkampf mit einer persönlichen Bestleistung Rang 14.

## Werdegang
Seit ihrem achten Lebensjahr übt Sascia Kraus das Synchronschwimmen aus. Sie startet bei den Limmat-Nixen Zürich und holte sich in ihrer Karriere manche nationale und internationale Medaille.

## Erfolge
Soweit nicht anders angegeben handelt es sich bei den Ergebnissen um Erfolge als Synchronschwimmerin in der Gruppe.

### Meilensteine
- Mehrfache Schweizermeisterin im Synchronschwimmen
- seit 2011 Teilnahme an Junioren- sowie Elite Europa- und Weltmeisterschaften
- mit Sophie Giger als Duett seit 2013
- Duett-Erfolge seit 2014

### 2016 International
- 14. Rang Duett mit Sophie Giger an den Olympischen Sommerspielen in Rio[1]
- 2. Rang Duett mit Sophie Giger an den Ukrainian Open[2]
- 4. Rang Solo an den Japan Open[3]
- 6. Rang Duett mit Sophie Giger an den Japan Open[4]
- 9. Rang Solo Tech an der Europameisterschaft in London[5]
- 6. Rang Duett Free mit Sophie Giger an der Europameisterschaft in London[6]
- 6. Rang Duett Tech mit Sophie Giger an der Europameisterschaft in London[7]

### 2015 International
- 14. Rang Solo Free an den Weltmeisterschaften[8]
- 15. Rang Solo Tech an den Weltmeisterschaften[9]
- 16. Rang Duett Free mit Sophie Giger an den Weltmeisterschaften[10]
- 17. Rang Duett Tech mit Sophie Giger an den Weltmeisterschaften[11]
- 13. Rang Combo an den Weltmeisterschaften[12]
- 5. Rang Solo an den Japan Open[13]
- 3. Rang Duett mit Sophie Giger an den Japan Open[14]
- 11. Rang Duett Free mit Sophie Giger am Europa-Cup[15]
- 12. Rang Duett Tech mit Sophie Giger am Europa-Cup[16]
- 8. Rang Team Free am Europa-Cup[17]
- 8. Rang Team Tech am Europa-Cup[18]
- 5. Rang Combo am Europa-Cup[19]
- 2. Rang Duett mit Sophie Giger an den German Open[20]

### 2014 International
- 13. Rang Duett mit Sophie Giger am World Cup Quebec[21]
- 8. Rang Duett mit Sophie Giger an den Europameisterschaften Berlin[22]
- 8. Rang Team an den Europameisterschaften Berlin[23]
- 6. Rang Combo an den Europameisterschaften Berlin[24]
- 7. Rang Duett mit Sophie Giger an den Japan Open[25]
- 10. Rang Duett mit Sophie Giger an den German Open[26]

### Schweizermeisterschaften
- 1. Rang Solo an den Elite-SM 2016 in Näfels[27]
- 1. Rang Duett mit Sophie Giger an den Elite-SM 2016 in Näfels[28]
- 1. Rang Solo an den Elite-SM 2015 in Genf[29]
- 1. Rang Duett mit Sophie Giger an den Elite-SM 2015 in Genf[30]
- 1. Rang Team an den Elite-SM 2015 in Genf[31]
- 1. Rang Combo an den Elite-SM 2015 in Genf[32]
- 1. Rang Duett mit Sophie Giger an den Elite-SM 2014 in Lausanne[33]
- 1. Rang Team an den Elite-SM 2014 in Lausanne[34]
- 1. Rang Combo an den Elite-SM 2014 in Lausanne[35]